# Сурдук (Біхор)
Сурдук (рум. Surduc) — село у повіті Біхор в Румунії. Входить до складу комуни Копечел.
Село розташоване на відстані 413 км на північний захід від Бухареста, 23 км на південний схід від Ораді, 108 км на захід від Клуж-Напоки.

## Населення
За даними перепису населення 2002 року у селі проживали 507 осіб, з них 505 осіб (99,6%) румунів. Рідною мовою 504 особи (99,4%) назвали румунську.